# Isla Stosch
L'isla Stosch è un'isola del Cile meridionale nell'oceano Pacifico. Appartiene alla regione di Magellano e dell'Antartide Cilena, alla provincia di Última Esperanza e al comune di Natales. L'isola fa parte dell'arcipelago Campana.

## Geografia
Stosch, di forma irregolare, è attraversata da fiordi molto profondi. Misura 19 miglia per 6, ha una superficie di 357,3 km² e la sua altezza massima è quella del monte Nadelkissen (960 m). L'isola è delimitata a nord dal canale Covadonga che la separa dall'isola omonima e dall'isola Esmeralda, a sud-est il canale Ladrillero la separa dalle isole Angamos e Chipana, a sud si affaccia sul golfo Ladrillero e ad ovest sul Pacifico.